# استر ویلیامز
استر ویلیامز (به انگلیسی: Esther Williams) (زاده ۸ اوت ۱۹۲۱ – درگذشته ۶ ژوئن ۲۰۱۳) شناگر بازنشسته آمریکایی و ستاره فیلم‌های کمپانی مترو گلدوین مایر بود. وی در ۶ ژوئن ۲۰۱۳ در سن ۹۱ سالگی درگذشت.

## زندگی شخصی
وی متولد کالیفرنیا است. او در نوجوانی به شنا علاقه‌مند شد و قهرمان ملی شنای ۱۰۰ متر است. وی می‌خواست در بازی‌های المپیک ۱۹۴۰ شرکت کند ولی این بازی‌ها به علت جنگ جهانی دوم لغو شد. ویلیامز چهار بار ازدواج کرده بود.

## گزیده فیلم‌شناسی
- مردی به نام جو (۱۹۴۳)
- مهرویان شناگر (۱۹۴۴)
- دلهره عشق (فیلم ۱۹۴۵) (۱۹۴۵)
- تا زمانی که ابرها کنار بروند (۱۹۴۶)
- این زمان برای نگه می‌دارد (۱۹۴۷)
- در ایسلند با تو (۱۹۴۸)
- دختر نپتون (۱۹۴۹)
- دوشس آیداهو (۱۹۵۰)
- آهنگ بت‌پرست عشق (۱۹۵۰)
- کارناوال تگزاس (۱۹۵۱)
- یک میلیون دلاری به پری دریایی (۱۹۵۲)
- آتنا (فیلم) (۱۹۵۴)
- مشتری عزیز (۱۹۵۵)
- نمایش بزرگ (۱۹۶۱)